# Sidewalk Stories
Pour plus de détails, voir Fiche technique et Distribution.
Sidewalk Stories est une comédie dramatique américaine muette et en noir et blanc, réalisée par Charles Lane et sortie en 1989.

## Synopsis
En 1989, à New York,  témoin du meurtre du père d'une fillette, un artiste de rue décide de s'occuper de l'enfant. Lors d'aventures ou de mésaventures variées, ils rencontrent une jeune femme.

## Fiche technique
- Titre : Sidewalk Stories
- Réalisation : Charles Lane
- Scénario : Charles Lane
- Musique : Marc Marder
- Photographie : Bill Dill
- Montage : Charles Lane et Ann Stein
- Décors : Ina Mayhew
- Costumes : Jane Tabachnick
- Production : Charles Lane et Howard M. Brickner
- Société de production : Palm Pictures
- Pays de production :  États-Unis
- Langue originale : muet ; cartons en anglais
- Format : noir et blanc - 1,85:1 - Dolby
- Genre : comédie dramatique
- Durée : 97 minutes
- Dates de sortie :
  - Canada : 15 septembre 1989 (Festival de Toronto)
  - États-Unis : 3 novembre 1989 (New York) ; janvier 1990 (sortie nationale) ; 8 novembre 2013 (ressortie : New York)
  - France : 18 avril 1990 ; 13 février 2002 (ressortie)

## Distribution
- Charles Lane : l'artiste
- Tom Alpern : le vendeur de livre
- Nicole Alysia : la petite fille
- Edwin Anthony : Avare no 1
- Michael Baskin : le portier / le policier
- Jeff Bates : le policier no 2
- Angel Cappellino : la mère de la brute
- Jeffrey Carpentier : le natif américain sans abri
- Robert Clohessy : le voyou de la ruelle no 1
- Ellia English : la femme au sac
- Bill Sage : l'homme dans la calèche
- Sandye Wilson : la jeune femme
- Ed Kershen : le détective Brooks
- Toni Ann Johnson : la petite amie
- Darnell Williams : le père
- Luis Antonio Ramos : le ravisseur no 1
- Trula Hoosier : la mère
- Edie Falco : la femme dans la calèche

## Distinctions
- Festival du film d'humour de Chamrousse 1990 : Grand prix et prix de la critique